# Antonio Ghomsi
Antonio Ghomsi est un footballeur camerounais né le 22 avril 1986 à Bandjoun.

## Carrière
- 2005–2006 : → Perugia (prêt)  Italie
- 2006–2008 : FC Messine  Italie
- 2007–2008 : → US Juvestabia (prêt)  Italie
- 2008–2009 : US Avellino  Italie
- 2009– : AC Sienne  Italie
- 2009–2010 : → FC Malines (prêt)  Belgique
- Depuis 2010 : FC Malines  Belgique [1]

## Palmarès
Néant